# Nimboa pauliani
Nimboa pauliani är en insektsart som beskrevs av Douglas E. Kimmins 1960. Nimboa pauliani ingår i släktet Nimboa och familjen vaxsländor. Inga underarter finns listade i Catalogue of Life.